# クリーム (雑誌)
Cream（クリーム）は、メディアックスが発行する日本のグラビア雑誌。お菓子系と呼ばれるジャンルを扱う雑誌の代表格である。2021年現在のキャッチフレーズは、「高級美少女グラビア徹底追求マガジン」。後述のように90年代から2000年代前半まで、次々と類似雑誌が出るほどにグラビア業界に影響を与えた。

## 概要
1992年6月22日にミリオン出版より創刊第1号を発行。以後月刊誌として毎月発行。
1990年代のブルセラブームとともに中高生のブルセラ系グラビアやヌード・ヘアヌードを得意とした。ただし編集部内の取り決めとして、「ブルセラ」の単語は使用していない。創刊当初こそ生々しいムードがあったが徐々に独自のポップ路線となり売り上げを伸ばした。競合誌とは明るいテイストで差別化を図り、一線を画した存在となっていく。
1990年代中頃より徐々にアイドル路線を主軸にする方針に転換、江沢規予（現：江沢のりよ）、浅川千裕（現：浅川稚広）、中村聖奈らを輩出した。このアイドル化を促進させていったことで、熱狂的なファンを生み出すことにも成功した。
1998年1月のワイレア出版設立と同時に発行をワイレア出版へ移管。ゼロ年代には長瀬愛やうさみ恭香らAV女優もキカタンAVブームの流れで誌面を飾ったが、編集部としては「下品にならないよう」に撮影、紙面構成しており、アンケートでも「このポーズが良かった」など好評を得ていたという。
2009年には3キャリア公式携帯電話サイト『クリーム☆モバイル』がオープン。『でかクリーム』などの関連ムックも数多く発売された。2010年2月号より奇数月7日発売（号数は翌月の偶数月でカウント）の隔月刊誌となる。
2015年Cream4月号(通巻236号)よりメディアックスからの発行となる。また同年より編集部は合同会社クリームエディットとして独立した。
2021年7月、創刊30年目突入を記念して初のイメージガール「初代高嶺のハナちゃんオーディション」をマシェバラとの共催で開催。同年10月、グランプリ・なるみれい、準グランプリおよび西永彩奈賞に柏木れに、審査員特別賞・ねむいりさを発表。
2022年6月、西永彩奈を副編集長に起用。同年7月に創刊30周年を迎え、同年8月号を記念超特大号として発売した。
2024年「Cream」8月号は創刊32周年記念号として制作。同誌初登場から4回目にして一色春凛が初の表紙&巻頭グラビアを担当。SAY-LA、きっとずっと青春。、Next☆Ricoの3グループが特集された。

## 内容

### 1990年代
10代のモデルの制服、水着、着エロ、セミヌード等のグラビアを得意としていた。特にU18・U15の美少女モデルを積極的に起用し制服＋パンチラ等のソフトなものから水着、着エロまであった。

### 2000年代以降
- 2010年代後半からはコンプライアンス的観点から従来の路線を継承しながらもやや変更。スパイスTVなど着エロ系グラビアアイドル、ライブアイドルを水着モデルとして採用。クリーム2020年4月号[12]では宮花もも（ハニースパイスRe.）を表紙に「ライブアイドル特集」が組まれ、同年6月号では土光瑠璃子、青葉ひなり（FES TIVE）を表紙に「Pick up live idol」として特集された[13]。表紙モデルと結びつけた握手即売会なども行っている[14][15]。また18歳未満のモデルを使用しないことが明示された。この時期よりヌードの掲載は一切なくなっている[2]。
- 2021年時点は「Pick up live idol」をコーナー化しており、ライブアイドルを毎号3人程度起用している[16]。この割合は徐々に増えており2022年6月号では掲載モデル22人中15名がグループアイドル所属となった[17]。
- グラビア撮影時のメイキング映像を収めたDVDを付録として添付。
- 掲載モデルの活動情報のコーナーや直筆サイン入りチェキプレゼントなどがある。